# Metal Machine Music
Metal Machine Music — пятый сольный студийный альбом американского музыканта Лу Рида, выпущенный в июле 1975 года на лейбле RCA. Стоящий особняком во всей дискографии Рида, альбом полностью состоит из проигранных на разных скоростях фрагментов записи гитарного фидбэка, какая-либо мелодика или динамика в нём отсутствуют. Многие рассматривают Metal Machine Music исключительно как издевку над публикой или поделку, которую надо было во что бы то ни стало записать, чтобы выполнить обязательства по контракту с лейблом, однако в то же время критики признают, что с этим альбомом Рид во многом предвосхитил принципы индастриала и нойз-рока.